# Joseph Tsai
Joseph Chung-Hsin Tsai (chinois : 蔡崇信, né en janvier 1964) est un milliardaire taïwano-canadien. Homme d'affaires, il est le cofondateur et vice-président exécutif du Groupe Alibaba. Il est également le propriétaire des Nets de Brooklyn en NBA et du Liberty de New York en WNBA.

## Biographie
Joseph Tsai est né à Taipei et est le fils de Paul C. Tsai, un avocat, et de sa femme Ruby. Il a trois frères et sœur, Eva, Vivian et Benjamin,. Tsai a été envoyé par ses parents à Lawrenceville School à l'âge de 13 ans. Il est entré dans l'université Yale et y a reçu un bachelor of arts en économie en 1986, et un doctorat de droit en 1990.

## Carrière
Tsai est devenu associé fiscal chez Sullivan & Cromwell à la sortie de l'université et a été affecté à New York le 6 mai 1991. Au bout de trois ans, il passe au capital-investissement et entre chez Rosecliff, Inc., une petite société de rachat basée à New York, en tant que vice-président et conseiller général, cherchant un rôle qui lui permet de prendre des décisions au lieu de donner des conseils. Il rejoint ensuite Investor AB à Hong Kong en 1995.
C'est ainsi qu'il a croisé Jack Ma en 1999 à Hangzhou alors qu'un de ses amis tentait de vendre sa propre compagnie à Ma. Tsai a été intéressé par l'idée de Jack Ma de créer un marché d'import-export avec l'international, et a été convaincu par l'enthousiasme de l'équipe de ce-dernier. Il quitta dans l'année son travail qui lui assurait un salaire de 700 000 $ par an pour rejoindre Ma sans certitude quant au salaire, l'entreprise en étant à ses débuts. Durant cette période, les 18 cofondateurs d'Alibaba étaient payés 600 $ par an. Il occupa les postes de directeur de l'exploitation, de directeur financier et de membre du conseil d'administration. Il se chargea de structurer financièrement et administrativement Alibaba, étant le plus expérimenté de l'entreprise dans ce domaine. En mai 2013, il devint le vice-président exécutif d'Alibaba. Il est par ailleurs le deuxième plus gros actionnaire individuel de l'entreprise, derrière Jack Ma,.
En octobre 2021, son nom est cité dans les Pandora Papers. 